# 白洋乡
白洋乡，是中华人民共和国福建省漳州市诏安县下辖的一个乡镇级行政单位。

## 行政区划
白洋乡下辖以下地区：
湖美村、东山村、塘西村、桥安村、兰里村、麻园村、阳山村、白石村、深湖村、下径村、玉楼村、上蕴村、汀洋村、旧宙村和搭桥村。